# 莊內藩濱益毛陣屋
莊內藩濱益毛陣屋（日语：／ Shōnaihan Hamamashike Jinya */?）是日本幕末時期出羽庄內藩設於蝦夷地濱益毛（現北海道石狩市濱益區川下）的一座陣屋。

## 歷史
安政6年（1859年）9月，庄內藩奉江戶幕府之命駐守西蝦夷地中的歌棄至厚田，並且領有濱益毛、留萌、苫前、天鹽、天賣島和燒尻島。翌年，庄內藩派遣龜崎城城代松平舍人擔任總奉行前往調查，發現濱益毛鄰接海灘，不利於船隻停泊，因此便提出在小樽以南興建陣屋，不過由於幕府注重於北面的駐防而未能成事。其後，第二任總奉行酒井了明與率領藩內工人的大庄屋齋藤隼之助開始著手興建陣屋以及各種設施。陣屋本身建於距離黃金川（濱益川）河口北岸約5（約0.55公里）至6町（約0.65公里）的山腳，寬約5町（約0.55公里）之處，有完工於萬延元年（1860年）和文久元年（1861年）兩種說法，而建築材料來自酒田，土台石則是鶴岡的花崗岩，為了方便運送，當時挖掘了一條長約435米的運河來連接濱益川和陣屋，由於造價高昂而被稱為千兩堀。陣屋被木欄包圍，並且設有大門，丘陵上是總奉行所，陣屋附近建有御家中長屋、足輕長屋和米倉等設施，在文久元年（1861年）時分別有總奉行、副奉行和御物頭各一名、足輕40人、總管兼郡奉行、目付、兵糧金払兼普請擔當、附官各一名、平民20人、醫師兩名、徒目付、足輕目付、大工棟梁各一人、開墾以及各行業的手工藝人鄉士40人以及其餘的隨從82人，總共193人定居於此。
同年，庄內藩開始在藩內招募人手前住定居，對於有意願移居者，不但給予農具和種子，亦向其提供五年份量的扶持，更向其親人提供補助，又採用屯田制，擅長鐵砲的獵人則直接提拔為足輕，也厚遇其餘各行業的手工藝人，最終有約500至600人選擇移居，並且在同年開墾了清水村，翌年在開墾擔當的村岡吉太夫的指導下又開墾了吉岡村和阿彌陀村，元治元年（1864年）相繼開墾了柏木原村、山崎村、關村、門田村和黃金村，同時開墾了道央最早的水田，不過農民仍然以耕種旱田為主，庄內藩則鼓勵種植稻米，然而隨著慶應2年（1866年）失收後，決定將重心轉移至雜穀，與此同時以一眾駐守於蝦夷地的各藩來說，庄內藩在開墾方面雖然取得成功，不過隨著戊辰戰爭爆發後，庄內藩選擇租借在箱館的外國船來撤走藩士和居民，陣屋也於同年拆除。
1971年，為了紀念濱益村成立百週年，興建了臨時的大手門。1988年5月17日，陣屋遺跡獲文化廳指定為日本國史跡，指定面積達167809.5平方米。2014年，莊內藩陣屋研究會成立，石狩市教育委員會也在2016年開始至2018年為止增設了約十塊史跡說明板。2018年11月，石狩市教育委員會與札幌山形縣人会等組織在山形縣鶴岡市與曾經在當地在任約兩年的松本十郎的彰顯會進行會面，尋求對方在復原陣屋方面提供協助。2021年7月21日，由莊內藩陣屋研究會重建的大手門完工，由日本落葉松和膠合板製成，高4.5米，寬9米，為了防腐和防水，塗上了防腐劑以及進行了填縫工序，石狩市長加藤龍幸也出席了儀式。

## 外部連結
- http://www.hamamasu.jp/%E8%8D%98%E5%86%85%E8%97%A9%E9%99%A3%E5%B1%8B%E7%A0%94%E7%A9%B6%E4%BC%9A/ （页面存档备份，存于）
- YouTube上的